# Aventiola
Aventiola là một chi bướm đêm thuộc họ Erebidae.